# Rodger-Nunatakker
Die Rodger-Nunatakker sind eine Gruppe von Nunatakkern im westantarktischen Ellsworthland. Die Gruppe erstreckt sich in nord-südlicher Ausrichtung über eine Länge von 10 km und eine Breite von 7 km in den Sweeney Mountains. Zu ihnen gehört Mount Ballard.
Das UK Antarctic Place-Names Committee benannte sie 2020 nach dem britischen Polarforscher Alan Rodger (1951–2020), einem langjährigen Wissenschaftler des British Antarctic Survey und ab 2014 Herausgeber des Fachbereichs Space Physics beim Journal of Geophysical Research.